# Quá trình thực nghiệm
Quá trình thực nghiệm là công cụ quan trọng để giải các bài toán ước lượng và kiểm định giả thiết thống kê. Đây là công cụ đặc biệt quan trọng khi mô hình thống kê là phi tham số hay bán tham số, đó là mô hình có một hay nhiều thành phần chưa biết là một hàm đo được hay một đại lượng vô hạn chiều. Các phương pháp quá trình thực nghiệm là kỹ thuật công hiệu để đánh giá các tính chất của ước lượng dựa trên mô hình bán tham số như tính vững, sự hội tụ theo phân phối và sự hiệu lực của bootstrap.

## Quá trình thực nghiệm
Cho {\displaystyle \xi _{1},\xi _{2},\ldots ,\xi _{n}} là các phần tử ngẫu nhiên độc lập cùng phân phối, xác định trên không gian xác suất {\displaystyle (\Omega ,{\mathcal {F}},\mathbb {P} )}, nhận giá trị trong không gian đo được {\displaystyle (X,{\mathcal {B}})}, với phân phối xác suất {\displaystyle \mu } trên {\displaystyle {\mathcal {B}}} xác định bởi {\displaystyle \mu (B)=\mathbb {P} (\{\omega \in \Omega :\xi _{1}(\omega )\in B\})}. Khi đó
{\displaystyle \mu _{n}={\frac {1}{n}}(\epsilon _{\xi _{1}}+\epsilon _{\xi _{2}}+\ldots +\epsilon _{\xi _{n}})}
được gọi là độ đo thực nghiệm của {\displaystyle \xi _{1},\xi _{2},\ldots ,\xi _{n}} trên {\displaystyle {\mathcal {B}}}, ở đây
{\displaystyle \epsilon _{x}(B)=\left\{{\begin{array}{ll}1\;,&\quad x\in B\\0\;,&\quad x\notin B\end{array}}\right.,\quad B\in {\mathcal {B}}.}
Giả sử {\displaystyle {\mathcal {C}}\subset {\mathcal {B}}}, ta ký hiệu {\displaystyle I_{C}} là hàm đặc trưng của tập {\displaystyle C\in {\mathcal {C}}}. Khi đó, {\displaystyle \mu _{n}(C)} có thể viết dưới dạng
{\displaystyle \mu _{n}(C)={\frac {1}{n}}\sum _{i=1}^{n}I_{C}(\xi _{i});}
và ký hiệu {\displaystyle (\mu _{n}(C))_{C\in {\mathcal {C}}}} là độ đo thực nghiệm với tập chỉ số {\displaystyle {\mathcal {C}}}.
Đặt
{\displaystyle \beta _{n}(C)={\sqrt {n}}(\mu _{n}(C)-\mu (C)),\quad C\in {\mathcal {C}}\subset {\mathcal {B}}.}
Khi đó, {\displaystyle (\beta _{n}(C))_{C\in {\mathcal {C}}}} được gọi là quá trình thực nghiệm với tập chỉ số {\displaystyle {\mathcal {C}}} hay {\displaystyle {\mathcal {C}}}-quá trình thực nghiệm.